# Zwartrood dikbekje
Het zwartrood dikbekje (Sporophila nigrorufa) is een zangvogel uit de familie Thraupidae (tangaren).

## Verspreiding en leefgebied
Deze soort komt voor in uiterst oostelijk Bolivia en zuidwestelijk Brazilië (Mato Grosso).

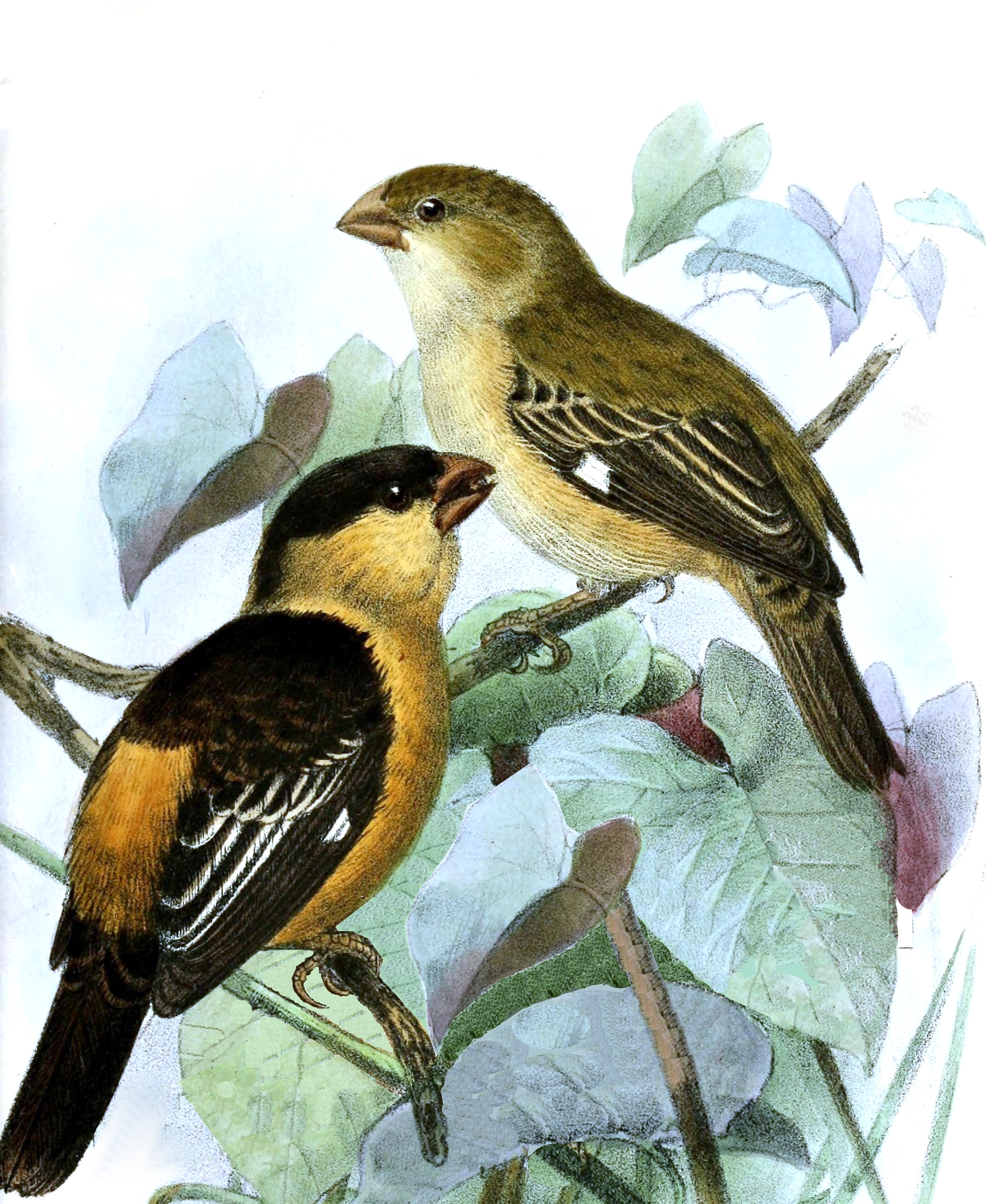